# Pine Lake (Géorgie)
Pour les articles homonymes, voir Pine Lake.
Pine Lake est une municipalité américaine située dans le comté de DeKalb en Géorgie.

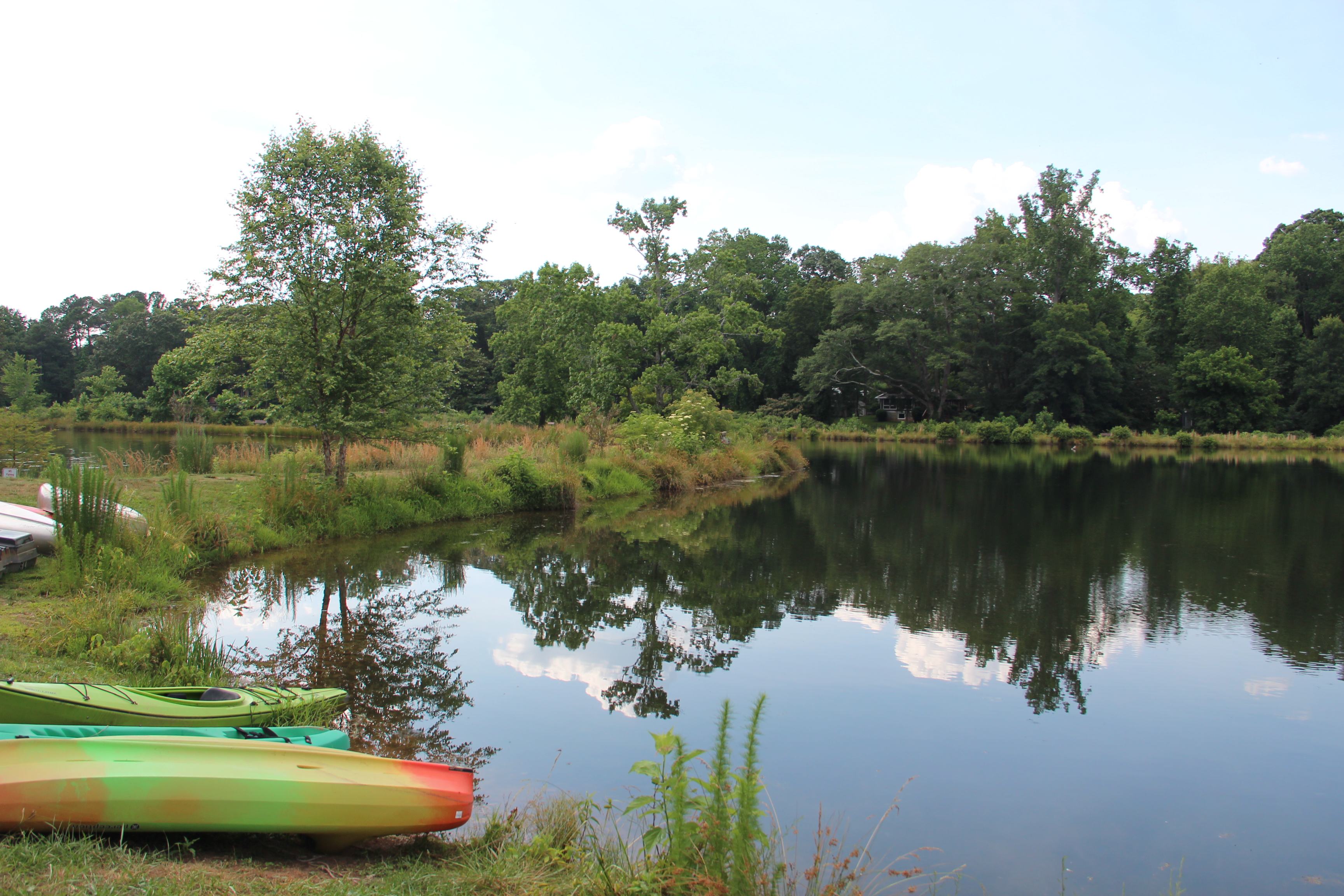
Le lac de Pine Lake.

Fondée en 1937 pour attirer les pêcheurs d'Atlanta les week-ends, la ville doit probablement son nom à sa localisation sur un lac entouré de pins.

## Démographie
| 1940 | 1950 | 1960 | 1970 | 1980 | 1990 |
| ---- | ---- | ---- | ---- | ---- | ---- |
| 2    | 566  | 738  | 866  | 901  | 810  |

| 2000 | 2010 | - | - | - | - |
| ---- | ---- | - | - | - | - |
| 621  | 730  | - | - | - | - |

Selon le recensement de 2010, Pine Lake compte 730 habitants. La municipalité s'étend sur 0,26 milles carrés (0,67 km2).